# Вахагън
Вахагън (Ваагн) (на арменски: Վահագն) е божество в арменската митология, бог-гръмовержец (господар на мълниите) и змееборец.
Според Мовсес Хоренаци, Вахагън не е бог, а син на царя на Велика Армения Тигран I

## Митология
Митът за Вахагън е създаден вероятно в средата на 1 хил. пр.н.е., на базата на индо-ирански митове за божествата-гръмовержци, които се сражават срещу змиеподобните демони, олицетворяващи бурята и вихрушката – в основата на етимологията на името му е епитетът на божеството от индийската митология Индра „Вритрахан“ („убиецът на Вритра“), чрез иранското Веретрагна и партското Вархагна.
Според легендата за него, Вахагън е роден в родилки мъки от Небето, Земята и Пурпурното море, обхванали и червената тръстика, растяща в морето; от стъблото ѝ излиза пламък, а от пламъка изскача светлокос юноша, чиито коси и брада пламтят, а очите му са като слънца. След раждането си, Вахагън започва борба срещу вишапите и ги побеждава, откъдето идва и епитетът му „вишапаках“ („вишапоунищожител“).
Друга митологична представа отрежда на Вахагън ролята на прародител на арменците. Освен това, в митологията, той е и създател на галактиката Млечен път (конкретно - на видимата от земната повърхност част от нея), това става така: Вахагън открадва през една сурова зима слама от Баршам (прародителя на асирийците) и се скрива на небето, но докато върви, сламата се ръси след него и от нея се образува това, което древните арменци наричат „Пътят на крадеца на слама“).
В елинистичната епоха Вахагън е отъждествяван с Херакъл; в светилището, намиращо се в планината Немрут в древната страна Комагена, той е наричан Артагнес. Арменският историк от 5 век Фавстос Бузанд също отъждествява двата персонажа.